# Snowboard ai XXIII Giochi olimpici invernali - Big air femminile
La gara di big air femminile dei XXIII Giochi olimpici invernali di Pyeongchang, in Corea del Sud, si è svolta dal 19 al 22 febbraio presso lo stadio del salto di Alpensia a Daegwallyeong.
Il primo titolo olimpico assegnato in questa disciplina è andato all'austriaca Anna Gasser, al secondo posto si è piazzata la statunitense Jamie Anderson, già medaglia d'oro nello slopestyle e a Soči 2014, mentre la sedicenne neozelandese Zoi Sadowski-Synnott ha completato il podio al terzo posto.

## Programma
Gli orari sono in UTC+9.
| Giorno      | Ora   | Turno          |
| ----------- | ----- | -------------- |
| 19 febbraio | 10:00 | Qualificazione |
| 22 febbraio | 9:30  | Finale         |

## Risultati

### Qualificazione
| Pos. | #  | Atleta               | Nazione                      | Run 1 | Run 2 | Punti | Note |
| ---- | -- | -------------------- | ---------------------------- | ----- | ----- | ----- | ---- |
| 1    | 14 | Anna Gasser          | Austria                      | 88.25 | 98.00 | 98.00 | Q    |
| 2    | 12 | Yuka Fujimori        | Giappone                     | 82.00 | 94.25 | 94.25 | Q    |
| 3    | 11 | Reira Iwabuchi       | Giappone                     | 80.00 | 92.75 | 92.75 | Q    |
| 4    | 16 | Laurie Blouin        | Canada                       | 90.25 | 92.25 | 92.25 | Q    |
| 5    | 7  | Zoi Sadowski-Synnott | Nuova Zelanda                | 72.75 | 92.00 | 92.00 | Q    |
| 6    | 9  | Jamie Anderson       | Stati Uniti                  | 30.25 | 90.00 | 90.00 | Q    |
| 7    | 15 | Miyabi Onitsuka      | Giappone                     | 81.75 | 86.50 | 86.50 | Q    |
| 8    | 5  | Sina Candrian        | Svizzera                     | 31.75 | 86.00 | 86.00 | Q    |
| 9    | 6  | Julia Marino         | Stati Uniti                  | 83.75 | 85.25 | 85.25 | Q    |
| 10   | 13 | Silje Norendal       | Norvegia                     | 76.00 | 77.50 | 77.50 | Q    |
| 11   | 4  | Spencer O'Brien      | Canada                       | 69.50 | 76.75 | 76.75 | Q    |
| 12   | 17 | Jessika Jenson       | Stati Uniti                  | 76.25 | 39.75 | 76.25 | Q    |
| 13   | 24 | Jessica Rich         | Australia                    | 73.50 | 74.25 | 74.25 |      |
| 14   | 3  | Hailey Langland      | Stati Uniti                  | 73.00 | 29.00 | 73.00 |      |
| 15   | 19 | Carla Somaini        | Svizzera                     | 70.75 | 24.75 | 70.75 |      |
| 16   | 10 | Enni Rukajärvi       | Finlandia                    | 68.75 | 49.75 | 68.75 |      |
| 17   | 8  | Brooke Voigt         | Canada                       | 67.75 | 32.00 | 67.75 |      |
| 18   | 26 | Elena Könz           | Svizzera                     | 62.00 | 65.75 | 65.75 |      |
| 19   | 22 | Šárka Pančochová     | Rep. Ceca                    | 65.50 | 30.00 | 65.50 |      |
| 20   | 1  | Cheryl Maas          | Paesi Bassi                  | 65.00 | 44.75 | 65.00 |      |
| 21   | 18 | Sof'ja Fëdorova      | Atleti Olimpici dalla Russia | 64.00 | 23.25 | 64.00 |      |
| 22   | 23 | Isabel Derungs       | Svizzera                     | 54.00 | 59.25 | 59.25 |      |
| 23   | 21 | Klaudia Medlová      | Slovacchia                   | 30.75 | 50.50 | 50.50 |      |
| 24   | 25 | Asami Hirono         | Giappone                     | 27.50 | 37.75 | 37.75 |      |
| 25   | 2  | Aimee Fuller         | Gran Bretagna                | 25.00 | 14.25 | 25.00 |      |
| 26   | 20 | Kateřina Vojáčková   | Rep. Ceca                    | 19.00 | 10.50 | 19.00 |      |

### Finale
| Pos.    | #  | Atleta               | Nazione       | Run 1 | Run 2 | Run 3 | Punti  |
| ------- | -- | -------------------- | ------------- | ----- | ----- | ----- | ------ |
| Oro     | 1  | Anna Gasser          | Austria       | JNS   | 89.00 | 96.00 | 185.00 |
| Argento | 2  | Jamie Anderson       | Stati Uniti   | 90.00 | 87.25 | JNS   | 177.25 |
| Bronzo  | 8  | Zoi Sadowski-Synnott | Nuova Zelanda | 65.50 | 92.00 | JNS   | 157.50 |
| 4       | 13 | Reira Iwabuchi       | Giappone      | 79.75 | 67.75 | JNS   | 147.50 |
| 5       | 9  | Sina Candrian        | Svizzera      | JNS   | 76.25 | 64.00 | 140.25 |
| 6       | 5  | Silje Norendal       | Norvegia      | 70.50 | 61.00 | JNS   | 131.50 |
| 7       | 12 | Yuka Fujimori        | Giappone      | 82.25 | 40.50 | JNS   | 122.75 |
| 8       | 7  | Miyabi Onitsuka      | Giappone      | 78.75 | JNS   | 40.25 | 119.00 |
| 9       | 6  | Spencer O'Brien      | Canada        | 51.25 | JNS   | 62.00 | 113.25 |
| 10      | 4  | Julia Marino         | Stati Uniti   | JNS   | 74.50 | 18.75 | 93.25  |
| 11      | 20 | Jessika Jenson       | Stati Uniti   | JNS   | 21.50 | 19.00 | 40.50  |
| 12      | 10 | Laurie Blouin        | Canada        | JNS   | 39.25 | DNS   | 39.25  |